# Rapport normalisé international
Le rapport normalisé international (INR : International Normalized Ratio) est la mesure normalisée internationale calculée pour la coagulation sanguine. 
Cet examen est prescrit à toute personne suivant un traitement anticoagulant par antivitamine K afin d'en mesurer les effets et d'adapter les posologies en conséquence.